# Sporobolius infuscata
Sporobolius infuscata är en insektsart som först beskrevs av Marius Descamps 1965.  Sporobolius infuscata ingår i släktet Sporobolius och familjen gräshoppor. Inga underarter finns listade i Catalogue of Life.